# Joseph Petit (Musiker)
Joseph Petit (* 1873 oder 1880 in New Orleans, Louisiana; † 1946 ebenda) war ein US-amerikanischer Jazzmusiker (Posaune).

## Leben und Wirken
Petit war Mitglied im Olympia Orchestra, in der Camelia Brass Band und der Terminal Brass Band. Bereits kurz vor dem Ersten Weltkrieg gründete er seine eigene Formation, das Security Orchestra.
Petit spielte u. a. zusammen mit Sidney Bechet, Henry „Booker T.“ Glass, Wooden Joe Nicholas, Kid Sheik Cola, Arthur Ogle und King Oliver. Mit einigen von diesen war er auch kurzfristig bei American Music Records unter Vertrag.
Um 1900 lernte Petit die Witwe von B. B. Crawford kennen. Er heiratete sie und adoptierte deren Sohn Joseph, der später ebenfalls Musiker wurde.